# Productions Prisma
Productions Prisma est une société de production télévisuelle québécoise fondée en 1972 par le producteur Laurent Bourdon et son assistante, Ginette Miousse. Située d'abord à Saint-Lambert au 790, boulevard Desaulniers, elle déménage en 1984 à Montréal. D'abord une boîte de production jeunesse, elle produit en 1987 l'émission La Maison Deschênes pour TQS. Le Cour supérieure du Québec déclare Productions Prisma insolvable en octobre 1999.

## Équipe
- Laurent Bourdon: Président, producteur
- Ginette Miousse: Vice-président, productrice déléguée, directrice marketing
- Claude Godbout: Vice-président, producteur associé au développement et au contenu, recherchiste en chef et dispatcheur général

## Émission produites par Productions Prisma
- Les ordres (1974-1977)
- Comme les six doigts de la main (1978-1979)
- Servantes du bon dieu (1978-1979)
- Les bons débarras (1980-1984)
- On n'est pas des anges (1981-1987)
- Livre ouvert (1986) [2]
- La Maison Deschênes (1987-1989)
- Pacha et les chats (1991-1992, 1993-1995)
- Cocotte-Minute (1993-1994)
- Anne La Banane (1994)
- Les Zigotos (1994-1998)
- Rouli-Roulotte (1997-1999)

## Distributeurs officiels
- Global Vidéo
- Le Groupe Multimédia du Canada
- Nuance Bourdon Audiovisuel